# Лопатинка (Оратовский район)
Лопатинка (укр. Лопатинка) — село на Украине, находится в Оратовском районе Винницкой области.
Код КОАТУУ — 0523182601. Население по переписи 2001 года составляет 479 человек. Почтовый индекс — 22632. Телефонный код — 4330.
Занимает площадь 1,065 км².

## Адрес местного совета
22632, Винницкая область, Оратовский р-н, с. Лопатинка, ул. Первомайская, 30